# 佩奥尼亚 (希腊)
佩奥尼亚（希臘語：Παιονία）是希腊中马其顿大区基尔基斯专区的市镇，行政中心为波利卡斯特龙镇。市镇面积为919.3平方公里，2021年人口数量为25,169人。
此市镇设立于2011年地方政府改革中，由原5个市镇合并而成，原市镇则成为此市镇的5个市区。